# Pieśń triumfującej miłości
Pieśń triumfującej miłości – drugi obok Pavoncello film krótkometrażowy w reżyserii Andrzeja Żuławskiego z roku 1967. Andrzej Żuławski napisał scenariusz do filmu wraz ze swym ojcem Mirosławem Żuławskim, na podstawie opowiadania Iwana Turgieniewa.

## Fabuła
26-minutowy czarno-biały film Żuławskiego, utrzymany w onirycznej konwencji, opowiada historię miłosnego trójkąta. Do posiadłości Fabiusza przybywa z dalekich podróży przyjaciel Mucjusz w towarzystwie swojego sługi Malajczyka. Przed laty żona Fabiusza, piękna Waleria kochała Mucjusza. Fabiusz jest zazdrosny, że uczucie jakim Waleria darzyła Mucjusza może powrócić. Malajczyk gra na egzotycznym instrumencie "Pieśń o miłości", która potrafi czynić cuda.

## Obsada
- Beata Tyszkiewicz - Waleria
- Piotr Wysocki - Mucjusz
- Andrzej May - Fabiusz
- Jerzy Jogałła - Malajczyk